# Żelazno (województwo pomorskie)
Żelazno (do 31 grudnia 2007 roku Żelazna – samodzielna osada; kaszb. Żélôznô, niem. Hohenwaldheim) – osada kaszubska w Polsce położona w województwie pomorskim, w powiecie wejherowskim, w gminie Choczewo przy drodze wojewódzkiej nr 213. Obecnie osada podległa pod sołectwo Słajkowo.
W latach 1975–1998 miejscowość należała administracyjnie do województwa gdańskiego.

## Demografia
Współczesna struktura demograficzna osady Żelazno na podstawie danych z lat 1995–2009 według roczników GUS-u, z prezentacją danych z 2002 roku:

| WYSZCZEGÓLNIENIE | WYSZCZEGÓLNIENIE | WYSZCZEGÓLNIENIE | WYSZCZEGÓLNIENIE | WYSZCZEGÓLNIENIE | J. m.       | POPULACJA MIESZKAŃCÓW (w przedziałach wiekowych w 2002 roku) | POPULACJA MIESZKAŃCÓW (w przedziałach wiekowych w 2002 roku) | POPULACJA MIESZKAŃCÓW (w przedziałach wiekowych w 2002 roku) | POPULACJA MIESZKAŃCÓW (w przedziałach wiekowych w 2002 roku) | POPULACJA MIESZKAŃCÓW (w przedziałach wiekowych w 2002 roku) | POPULACJA MIESZKAŃCÓW (w przedziałach wiekowych w 2002 roku) | POPULACJA MIESZKAŃCÓW (w przedziałach wiekowych w 2002 roku) | POPULACJA MIESZKAŃCÓW (w przedziałach wiekowych w 2002 roku) | POPULACJA MIESZKAŃCÓW (w przedziałach wiekowych w 2002 roku) |             |
| WYSZCZEGÓLNIENIE | WYSZCZEGÓLNIENIE | WYSZCZEGÓLNIENIE | WYSZCZEGÓLNIENIE | WYSZCZEGÓLNIENIE | J. m.       | OGÓŁEM                                                       | 0-9                                                          | 10-19                                                        | 20-29                                                        | 30-39                                                        | 40-49                                                        | 50-59                                                        | 60-69                                                        | 70-79                                                        |             |
| ---------------- | ---------------- | ---------------- | ---------------- | ---------------- | ----------- | ------------------------------------------------------------ | ------------------------------------------------------------ | ------------------------------------------------------------ | ------------------------------------------------------------ | ------------------------------------------------------------ | ------------------------------------------------------------ | ------------------------------------------------------------ | ------------------------------------------------------------ | ------------------------------------------------------------ | ----------- |
| I.               | OGÓŁEM           | OGÓŁEM           | OGÓŁEM           | OGÓŁEM           | os.         | 177                                                          | 21                                                           | 33                                                           | 28                                                           | 20                                                           | 26                                                           | 15                                                           | 24                                                           | 10                                                           |             |
| I.               | —                | odsetek          | odsetek          | odsetek          | %           | 100                                                          | 11,8                                                         | 18,7                                                         | 15,8                                                         | 11,3                                                         | 14,7                                                         | 8,5                                                          | 13,6                                                         | 5,6                                                          |             |
| I.               | 1.               | WEDŁUG PŁCI      | WEDŁUG PŁCI      | WEDŁUG PŁCI      | WEDŁUG PŁCI | WEDŁUG PŁCI                                                  | WEDŁUG PŁCI                                                  | WEDŁUG PŁCI                                                  | WEDŁUG PŁCI                                                  | WEDŁUG PŁCI                                                  | WEDŁUG PŁCI                                                  | WEDŁUG PŁCI                                                  | WEDŁUG PŁCI                                                  | WEDŁUG PŁCI                                                  | WEDŁUG PŁCI |
| I.               | 1.               | A.               | Mężczyzn         | Mężczyzn         | os.         | 88                                                           | 13                                                           | 18                                                           | 11                                                           | 12                                                           | 15                                                           | 6                                                            | 9                                                            | 4                                                            |             |
| I.               | 1.               | A.               | —                | odsetek          | %           | 49,7                                                         | 7,3                                                          | 10,2                                                         | 6,2                                                          | 6,8                                                          | 8,5                                                          | 3,4                                                          | 5,1                                                          | 2,2                                                          |             |
| I.               | 1.               | B.               | Kobiet           | Kobiet           | os.         | 89                                                           | 8                                                            | 15                                                           | 17                                                           | 8                                                            | 11                                                           | 9                                                            | 15                                                           | 6                                                            |             |
| I.               | 1.               | B.               | —                | odsetek          | %           | 50,3                                                         | 4,5                                                          | 8,5                                                          | 9,6                                                          | 4,5                                                          | 6,2                                                          | 5,1                                                          | 8,5                                                          | 3,4                                                          |             |

Rysunek 1.1 Piramida populacji — struktura płci i wieku osady

| I. | OGÓŁEM | OGÓŁEM  | OGÓŁEM            | OGÓŁEM            | OGÓŁEM            | os.     | 177     | 88      | 89      |         |         |         |         |         |         |         |         |         |         |         |
| I. | —      | odsetek | odsetek           | odsetek           | odsetek           | %       | 100     | 49,7    | 50,3    |         |         |         |         |         |         |         |         |         |         |         |
| I. | 1.     | W WIEKU | W WIEKU           | W WIEKU           | W WIEKU           | W WIEKU | W WIEKU | W WIEKU | W WIEKU | W WIEKU | W WIEKU | W WIEKU | W WIEKU | W WIEKU | W WIEKU | W WIEKU | W WIEKU | W WIEKU | W WIEKU | W WIEKU |
| I. | 1.     | A.      | Przedprodukcyjnym | Przedprodukcyjnym | Przedprodukcyjnym | os.     | 46      | 26      | 20      |         |         |         |         |         |         |         |         |         |         |         |
| I. | 1.     | A.      | —                 | odsetek           | odsetek           | %       | 26      | 14,7    | 11,3    |         |         |         |         |         |         |         |         |         |         |         |
| I. | 1.     | B.      | Produkcyjnym      | Produkcyjnym      | Produkcyjnym      | os.     | 101     | 53      | 48      |         |         |         |         |         |         |         |         |         |         |         |
| I. | 1.     | B.      | —                 | odsetek           | odsetek           | %       | 57      | 29,9    | 27,1    |         |         |         |         |         |         |         |         |         |         |         |
| I. | 1.     | B.      | a.                | mobilnym          | mobilnym          | os.     | 71      | 36      | 35      |         |         |         |         |         |         |         |         |         |         |         |
| I. | 1.     | B.      | a.                | —                 | odsetek           | %       | 40,1    | 20,3    | 19,8    |         |         |         |         |         |         |         |         |         |         |         |
| I. | 1.     | B.      | b.                | niemobilnym       | niemobilnym       | os.     | 30      | 17      | 13      |         |         |         |         |         |         |         |         |         |         |         |
| I. | 1.     | B.      | b.                | —                 | odsetek           | %       | 16,9    | 9,6     | 7,3     |         |         |         |         |         |         |         |         |         |         |         |
| I. | 1.     | C.      | Poprodukcyjnym    | Poprodukcyjnym    | Poprodukcyjnym    | os.     | 30      | 9       | 21      |         |         |         |         |         |         |         |         |         |         |         |
| I. | 1.     | C.      | —                 | odsetek           | odsetek           | %       | 17      | 5,1     | 11,9    |         |         |         |         |         |         |         |         |         |         |         |